# Pteris inaequalis
Pteris inaequalis är en kantbräkenväxtart som först beskrevs av Fée, och fick sitt nu gällande namn av Jenm. Pteris inaequalis ingår i släktet Pteris och familjen Pteridaceae. Inga underarter finns listade.